# Limbach (Pommersfelden)

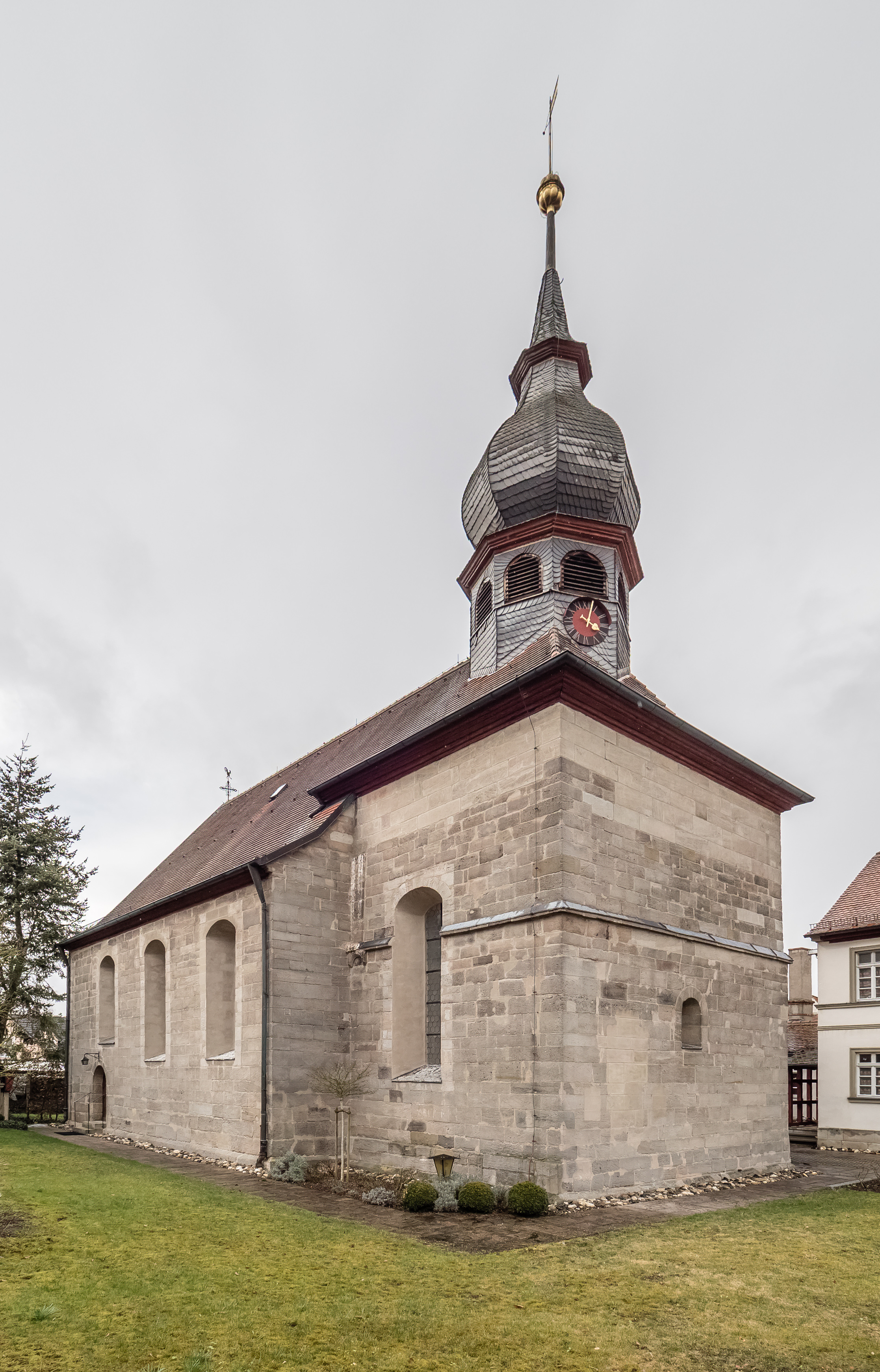
St. Peter und Paul

Limbach ([ˈlɪmˌbax] ) ist ein Gemeindeteil von Pommersfelden im oberfränkischen Landkreis Bamberg in Bayern. Limbach liegt in der Gemarkung Pommersfelden.

## Geografie
Das Kirchdorf ist von Acker- und Grünland umgeben. Im Osten liegt die Flur Steinig, im Südwesten Kulm und im Nordwesten Strut. Beim Ort entspringt der Limbach, ein rechter Zufluss der Reichen Ebrach. Unmittelbar nördlich des Ortes liegt der Hirtensee, der durch einen rechten Zufluss des Limbachs gespeist wird.
Westlich wird Limbach von der Staatsstraße 2263 tangiert, die nach Pommersfelden (1,3 km nördlich) bzw. nach Höchstadt führt (5 km südlich). Einen Kilometer südlich von Limbach zweigt die Staatsstraße 2285 ab, die mit einer Anschlussstelle der Bundesstraße 505 verbindet (0,8 km östlich).

## Geschichte
Der Ort wurde 1109 als „Lintpach“ erstmals urkundlich erwähnt. 1158 war er im Besitz des Klosters Münchaurach. Ein außerhalb des Ortes gelegener Hof Birkach gehörte dem Kloster Michelsberg. 1431 wurde dieser an Münchaurach abgetreten. Seit 1200 gibt es im Ort eine Kirche. Mit der Säkularisation wurde Limbach dem markgräflichen Klosteramt Münchaurach unterstellt. Das Hochgericht übte des markgräfliche Amt Liebenau aus. 1724 kam das Amt Liebenau mit allen Zugehörungen an den Kurfürsten und Fürstbischof Lothar Franz von Schönborn.
Gegen Ende des 18. Jahrhunderts gab es in Limbach 29 Anwesen. Das Hochgericht übte die Schönborn’sche Herrschaft Pommersfelden aus. Es hatte an das bambergische Centamt Bechhofen auszuliefern. Die Dorf- und Gemeindeherrschaft hatte die Herrschaft Pommersfelden. Grundherren waren das bambergische Domkapitel (2 Höfe), die Herrschaft Pommersfelden (1 Hof, 7 Güter, 12 Sölden, 4 Häuser) und die Pfarrei Mühlhausen (1 Sölde). Zwei Häuser und ein Gemeindehaus waren gemeindlich genutzte Gebäude.
Im Rahmen des Gemeindeedikts wurde Limbach dem Steuerdistrikt Pommersfelden und der 1818 gebildeten Ruralgemeinde Pommersfelden zugewiesen. In der freiwilligen Gerichtsbarkeit und der Ortspolizei unterstand der Ort bis 1848 dem Patrimonialgericht Pommersfelden.

### Baudenkmäler
- Haus Nr. 16: Wohnstallhaus
- Haus Nr. 19: Stadel
- Haus Nr. 22: Kellerbau
- Haus Nr. 57: Kantoratsgebäude
- Evangelisch-lutherische Kirche St. Peter und Paul

### Einwohnerentwicklung
| Jahr      | 001818 | 001819 | 001861 | 001871 | 001885 | 001900 | 001925 | 001950 | 001961 | 001970 | 001987 | 002018 | 002021 |
| Einwohner |        | 75     | 159    | 155    | 182    | 158    | 166    | 203    | 127    | 132    | 176    | 270    | 281    |
| Häuser    | 26     |        |        |        | 27     | 30     | 29     | 27     | 27     |        | 42     |        |        |
| Quelle    | [ 7 ]  | [ 9 ]  | [ 10 ] | [ 11 ] | [ 12 ] | [ 13 ] | [ 14 ] | [ 15 ] | [ 16 ] | [ 17 ] | [ 18 ] | [ 19 ] | [ 1 ]  |

## Religion
Der Ort ist seit der Reformation evangelisch-geprägt und gehört zur Kirchengemeinde St. Peter und Paul (Limbach), die ursprünglich eine Filiale von St. Erhard (Steppach) war und seit Ende des 19. Jahrhunderts eine Filiale von St. Maria und Johannes (Pommersfelden) ist. Die Einwohner römisch-katholischer Konfession sind nach St. Antonius Abbas (Sambach) gepfarrt.